# Apollon et Daphné (Poussin)
Pour les articles homonymes, voir Apollon et Daphné.
 (mai 2020).
 (avril 2020).
Apollon et Daphné (ou plus généralement, Apollon amoureux de Daphné) est un tableau de Nicolas Poussin. Il s'agit d'une huile sur toile réalisée entre 1661 et 1664, soit juste avant la mort du peintre. Il mesure 155 x 200 cm et est actuellement exposé au musée du Louvre à Paris, dans l'aile Richelieu.

## Historique de l'œuvre
Apollon et Daphné, peint par Poussin entre 1660 et 1664, a été donné par le peintre au cardinal Camillo Massimi ; le tableau est ensuite entré dans les collections du peintre Guillaume Guillon Lethière. En 1832, il figure dans la vente de Sébastien Érard ; il est acquis par Charles Paillet, commissaire expert des Musées royaux, qui le propose à l'achat sans succès au Musée des beaux-arts de Rouen. Le musée du Louvre l'achète en 1869.

## Description
Sur la toile sont dépeints, dans un premier temps, un groupe de personnages relativement conséquent réuni au cœur d'un paysage luxuriant (ce genre de paysage est récurrent chez Poussin particulièrement dans la dernière décennie de sa carrière). A gauche, assis et accoudé sur des rochers, se trouve le dieu Apollon. Il est couronné de laurier et porte une toge rouge qui recouvre seulement une partie de son intimité. Autour de lui sont représentées des nymphes ;  quatre d'entre elles sont en train de se baigner tandis qu'une autre adopte une pose alanguie dans un arbre, juste au-dessus du dieu. Derrière ce dernier, Mercure, reconnaissable à son pétase, vole discrètement une flèche de son carquois, la scène étant vue par une nymphe vêtue de bleu. L'un des autres personnages les plus notables figurant aux côtés d'Apollon est Cupidon, apparaissant comme un petit amour nu brandissant un arc. Tout en regardant le dieu des Arts, il vise, avec son arme, un personnage situé à l'opposé de la composition. Il s'agit de Daphné, nymphe et fille du dieu Pénée et dans les bras duquel elle semble se réfugier. Le regard d'Apollon est dirigé vers elle.
Ces deux groupes de personnages, l'un à gauche et l'autre à droite, sont séparés par un vide. Un contraste s'opère entre les deux parties, notamment en raison des couleurs émanant des habits des personnages. En effet, la toge rouge d'Apollon ainsi que les robes jaunes et bleues des deux nymphes qui l'entourent tendent à créer une atmosphère plutôt chaude, à l'inverse du côté droit qui peut être perçu comme sombre, se mêlant presque au paysage de l'arrière-plan. Au centre, cependant, le spectateur distingue plusieurs éléments : un troupeau de bœufs accompagné de trois autres personnages (figurés plus petits à cause de la distance à laquelle ils sont censés se trouver), dont l'un est couché par terre, comme mort.
L'ensemble de la toile est régi par une composition ovoïdale, dans le sens où tous les personnages sont disposés de manière à s'inclure dans un cercle allongé. En plus d'être en parfaite harmonie avec le décor dans lequel ils se trouvent, le vide du milieu est rempli uniquement par l'étang, donnant ainsi à tout le tableau un caractère aquatique. Les nymphes essorent leurs cheveux humides, certaines sont nues, prêtes à plonger, et la couleur de l'eau se reflète dans le ciel – qui, par ailleurs, occupe toute la moitié supérieure du cadre. Comme dans une grande partie des toiles de Poussin, Nature et Homme se complètent et cohabitent, à la différence, cependant, que l'opposition des deux groupes de personnages semble suggérer une tension mystérieuse et bien perceptible.  

## Mythe d'Apollon et Daphné
Nicolas Poussin a puisé dans les Métamorphoses d'Ovide pour peindre son tableau d'Apollon et Daphné. Daphné est une nymphe, fille du dieu-fleuve Pénée, lequel se trouve en Thessalie. Apollon, quant à lui, est le dieu des arts, du chant, de la beauté masculine… Le mythe qui lie ces deux personnages est une histoire d'amour. 
Apollon se moqua du dieu de l'amour, Cupidon. Vexé, Cupidon lança deux flèches : une en plomb faisant naître un sentiment d’aversion totale envers son soupirant, l'autre en or qui rend amoureux la personne qui en est touchée. Il envoya la flèche en or dans le cœur d'Apollon et celle en plomb dans le cœur de Daphné. Apollon, qui a pour don d'être clairvoyant en temps ordinaire, fut totalement aveuglé par son amour pour Daphné ; il se lança donc à sa poursuite. Daphné, par rejet, fuyait Apollon. Désespérée, elle pria le dieu son père de l'aider. Il la changea alors en laurier. Depuis lors,  Apollon porte une couronne de laurier en souvenir de son premier amour. 
Nicolas Poussin choisit de représenter l'instant ou Cupidon vole de manière intrépide les flèches d'Apollon. Cependant, le tableau reste inachevé puisque ni les flèches ni l'arc ne sont représentés. Il est possible de voir que Daphné tourne déjà la tête dans le sens inverse d'Apollon, se cachant derrière son père. Elle serait donc déjà sous l'effet de la flèche de Cupidon. Malgré cela, Apollon regarde Daphné mais reste très paisible. La flèche d'or a pu déjà être lancée mais il aurait choisi de se raisonner. Une prise de distance s'établit donc alors par rapport au mythe d'origine. En effet, le peintre utilise la mythologie mais il s'en détache pour recréer les mythes. Anthony Blunt qualifie Poussin de « mythologue », liant les mythes entre eux pour former un cycle naturel. Il est possible d'interpréter l'attitude d'Apollon comme un homme ayant remarqué la femme qu'est Daphné, sans avoir encore été touché par la flèche en or de Cupidon.
Le tableau présente différents groupes de personnages faisant référence à d'autres mythes. Mercure à gauche du tableau est en train de voler une flèche à Cupidon. En arrière-plan est présent un troupeau qui peut faire référence au troupeau que vole Mercure à Apollon. Cette représentation est aussi tirée des Métamorphoses d'Ovide mais pas du même mythe, créant ainsi une incohérence. En arrière-plan se trouve Hyacinthe mort, jeune homme réputé pour être très beau et aimé d'Apollon. Il meurt accidentellement, touché par un disque lancé par le dieu et de son sang naît une fleur.

Nicolas Poussin peint le mythe d'Apollon et Daphné à plusieurs reprises. Il adapte une première fois ce récit au début de sa carrière, vers 1626 (tableau aujourd'hui conservé à l'Alte Pinakothek de Munich). Dans cette composition, l'artiste ne représente pas le moment où Cupidon s'apprête à tirer une de ses flèches comme dans la version du Louvre, mais celui où Daphné se métamorphose en laurier. Toujours en 1626, Nicolas Poussin exécute une autre version d'Apollon et Daphné (tableau aujourd'hui conservé en collection particulière) en plaçant cette fois ses figures dans un vaste paysage. Ces trois œuvres démontrent comment Nicolas Poussin parvient à varier ses compositions sur un même mythe. 

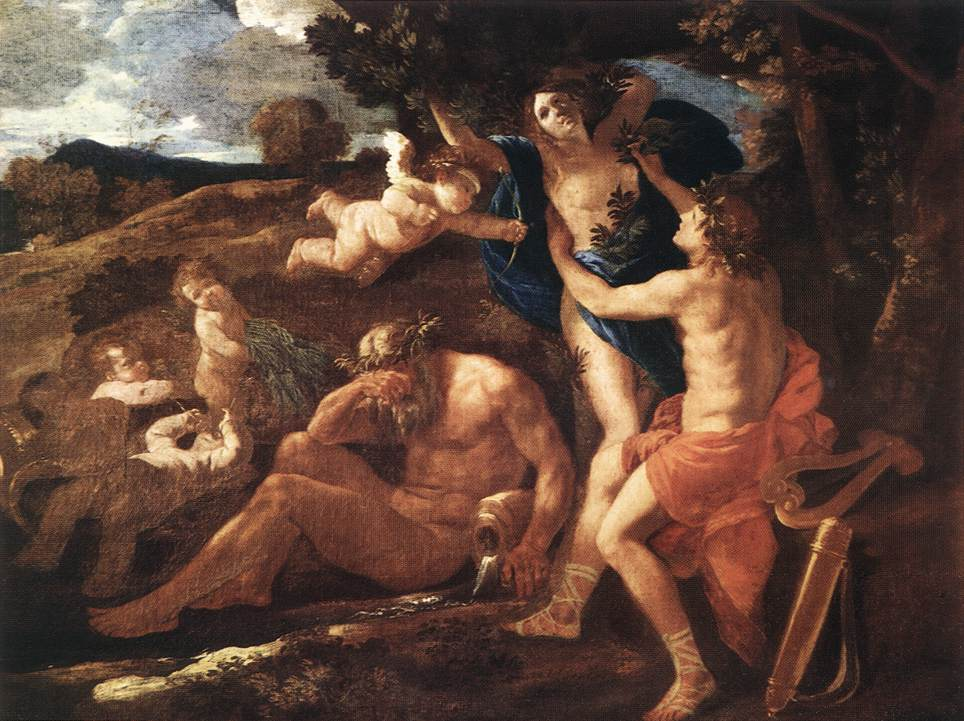
Apollon et Daphné, Nicolas Poussin, (vers 1626), Alte Pinakothek, Munich
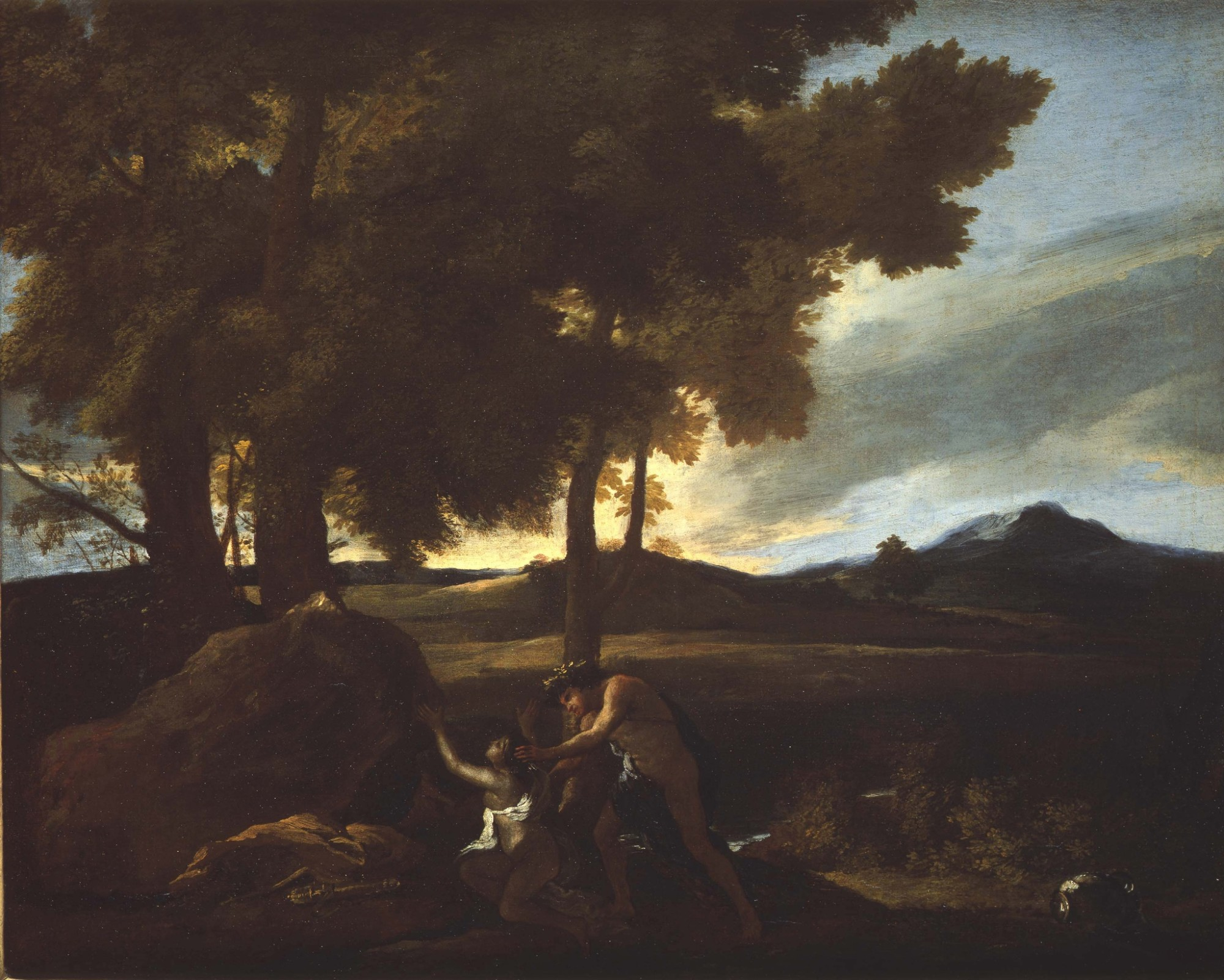
Apollon et Daphné, Nicolas Poussin, (vers 1626), collection privée

## Contexte personnel
Le tableau d'Apollon et Daphné est souvent perçu comme l'œuvre testamentaire de Nicolas Poussin. En effet, elle est la dernière toile qu'aurait réalisée le peintre avant de mourir, lequel l'aurait d'ailleurs laissée inachevée, emporté trop tôt par la mort. Mais le contexte dans lequel la réalisation de ce tableau s'effectue nous permet aussi, aujourd'hui, de voir Apollon et Daphné comme un élément primordial du testament de Poussin. 
À la mort de sa femme, Poussin rédige un premier testament qu'il modifiera peu de temps avant son propre décès. L'examen de son ultime testament amène à un constat troublant : le beau-frère de l'artiste, Gaspard Dughet, ne figure plus sur la liste des bénéficiaires. L'hypothèse la plus plausible serait que Poussin aurait fini par cultiver une certaine animosité vis-à-vis de son parent qui, peintre lui aussi, lui volait parfois des sujets ou plus généralement sa touche. Ce conflit à la fois familial et artistique aurait pu avoir un impact majeur sur la conception de la toile d'Apollon et Daphné, notamment sur l'iconographie de celui-ci. En représentant Mercure comme un voleur sournois s'appropriant les flèches d'Apollon, il est possible d'y voir la volonté de Poussin de faire allusion à son beau-frère lui volant le fruit de son art et, par la même occasion, sa renommée (à la mort de Poussin, Gaspard Dughet s'appropriera également son nom en se faisant appeler Gaspard Poussin). La présence du troupeau à l'arrière-plan renforce cette idée, dans le sens où il renvoie à un mythe plus ancien et dans lequel Mercure vole, une fois de plus, Apollon. Si la figure de Mercure renvoie bel et bien à celle de Gaspard Dughet, le reste de la composition, avec ses nombreux personnages, pourrait tout aussi bien symboliser les autres membres de la famille de l'artiste, et particulièrement les héritiers mentionnés dans son testament. Par exemple, les deux chiens seraient en réalité une manière allégorique de faire référence aux deux autres beaux-frères de Poussin, Louis et Jean ; le fait de les apparenter à des chiens signifierait qu'ils sont loyaux et fidèles (ils seront d'ailleurs les exécuteurs testamentaires de Poussin), contrairement à Gaspard. Dans la même optique, les nymphes pourraient renvoyer aux nièces du peintre, Barbe et Catherine. Cette éventualité expliquerait qu'elles soient toutes deux dépeintes aux côtés d'Apollon. Si, enfin, Poussin se peint lui-même au travers d'un Apollon sage mais trompé, Daphné serait par conséquent une évocation à Anne-Marie Dughet, sa femme. 
Si toutes ces éventualités s'avèrent véridiques, le tableau d'Apollon et Daphné serait alors un miroir partiel de la vie de Nicolas Poussin, dont les autres personnages renverraient à d'autres de ses proches (le dieu Pénée, par exemple, serait Jacques Dughet, le père d'Anne-Marie). Il serait, par ailleurs, indissociable du contexte personnel dans lequel il a été peint et ne pourrait être lu et interprété qu'en toute connaissance des dernières années de Poussin.